# Vitali Solomine
Vitali Mefodievitch Solomine (en russe : Виталий Мефодьевич Соломин) est un acteur et réalisateur soviétique puis russe, né le 12 décembre 1941 à Tchita et décédé le 27 mai 2002. Il est le frère cadet de l'acteur Youri Solomine.

## Biographie
Vitali Solomine naît en 1941 à Tchita dans une famille de musiciens professionnels. Son frère aîné est l’acteur Youri Solomine. Il est vite passionné par la musique et apprend à jouer du piano. En quittant l'école en 1959, il part pour Moscou et s'inscrit à l'école supérieure d'art dramatique Mikhaïl Chtchepkine. Avant la fin de ses études il commence à participer aux spectacles du Théâtre Maly où par la suite s'est déroulée presque toute sa carrière avec un court passage dans la troupe du Théâtre Mossovet (1987-1989).
Il commence sa carrière dans le cinéma en 1963, et obtient un premier rôle principal en 1966. De 1979 à 1986, il joue le personnage du Docteur Watson dans une série de téléfilms holmésiens réalisés par Igor Maslennikov. La série obtient un grand succès.
De 1996 à sa mort, il a habité au numéro 7 rue Ostojenka à Moscou.
Le 24 avril 2002, sur scène du Théâtre Maly lorsqu'il joue dans l'adaptation du Mariage de Kretchinski d'Alexandre Soukhovo-Kobyline, l'artiste fait un malaise. Il est transporté à l'hôpital en urgence où le diagnostic d'AVC est posé. Son état ne s'améliore pas et il meurt le 27 mai 2002. Il est enterré au cimetière Vagankovo. Le prix TEFI lui est attribué en 2004, à titre posthume.

## Filmographie sélective
- 1964 : Prèsident (Председатель) de Alexeï Saltykov : Valejine
- 1966 : La Grande Sœur (Старшая сестра) de Gueorgui Natanson : Kirill
- 1970 : Salut, Maria (Салют, Мария!) de Iossif Kheifitz : Séva Choudreïev
- 1971 : Daouria (Даурия) de Viktor Tregoubovitch : Roman Oulybine
- 1979 : La Chauve-Souris d'après Johann Strauss : Falk
- 1982 : la Dame de pique (Пиковая дама) d'Igor Maslennikov : Tomski
- 1981 : Sylva (Сильва) de Yan Frid : le comte Boni Kansciano
- 1984 : Vozvrachtchenie s orbity (Возвращение с орбиты) d'Aleksandr Sourine (ru) : Viatcheslav Moukhine
- 1979-1986 : Les Aventures de Sherlock Holmes et du docteur Watson d'Igor Maslennikov dont :
  - 1979 : Sherlock Holmes et le docteur Watson (Шерлок Холмс и доктор Ватсон)
  - 1980 : Les Aventures de Sherlock Holmes et du docteur Watson (Приключения Шерлока Холмса и доктора Ватсона)
  - 1981 : Le Chien des Baskerville (Собака Баскервилей)
  - 1983 : Les Trésors d'Agra (Сокровища Агры)
  - 1986 : Le XXe siècle commence (Двадцатый век начинается)
- 1992 : Le Carré noir (Чёрный квадрат, Chyorny kvadrat) de Youri Moroz : Merkoulov